# 수오이티엔 버스터미널역
수오이티엔 버스터미널역(베트남어: Ga Bến xe Suối Tiên / Ga 𡔖車𤂬仙)은 베트남 빈즈엉성 지안시에 위치한 지하철 역이다.

## 노선
- 호찌민 지하철
  - 1호선